# Верцишево (Західнопоморське воєводство)
Верцишево (пол. Wierciszewo) — село в Польщі, у гміні Сянув Кошалінського повіту Західнопоморського воєводства.
Населення — 346 осіб (2011).

## Демографія
Демографічна структура станом на 31 березня 2011 року:
|          | Загалом | Допрацездатний вік | Працездатний вік | Постпрацездатний вік |
| -------- | ------- | ------------------ | ---------------- | -------------------- |
| Чоловіки | 191     | 50                 | 128              | 13                   |
| Жінки    | 155     | 38                 | 94               | 23                   |
| Разом    | 346     | 88                 | 222              | 36                   |